# Ouargaye
Ouargaye è un dipartimento del Burkina Faso classificato come città, capoluogo della provincia  di Koulpélogo, facente parte della Regione del Centro-Est.
Il dipartimento si compone del capoluogo e di altri 12 villaggi: Babakou, Bittin, Boudoughin, Dimtenga, Kogo, Konglore, Koundoghin, Lerghin, Mene, Naboudin, Naganga e Tessoaghin.